# 眼镜蛇道馆
《眼鏡蛇道館》是一部美國冒險動作電視連續劇，經典電影《小子難纏》系列的後傳影集，由喬許·賀爾德，強·赫維茲和海登·施拉茲伯格創作和製作。本劇第一季和第二季分別於2018年5月和2019年4月在Youtube Red/YouTube Premium首播，Youtube在第三季製作完成後決定不再續訂本節目。2020年6月，Netflix收購了《眼鏡蛇道館》並在2020年8月發行前兩季內容，之後接手製作後續季數。第三季於2021年1月在Netflix播出，推出後大獲好評並獲得第73屆黃金時段艾美獎劇集類最佳喜劇類影集獎的提名，Netflix也接續發行第四、五季，分別於2021年12月和2022年9月發布。第6季暨最終季將分為三部分播出，第一部及第二部分別於2024年7月18日及11月28日上映，第三部分在2025年2月13日發布。

## 劇情大綱
剧情描述继电影《小子难缠》空手道决赛后，败给主角丹尼尔的强尼，在三十多年后的今天变得生活潦倒。但强尼在一次偶遇一位想学空手道的少年米格尔而找回初衷，重新开启绝迹多年了的眼镜蛇道馆。这使当年被眼镜蛇弟子霸凌的丹尼尔非常不满，认为强尼依旧死性不改，并决意開始破坏強尼的道館，两人的恩怨使一场空手道斗争再度展开。

## 演員

### 宫城道道館（Miyagi-Do）
| 角色                           | 演員          | 介紹 |
| 丹尼爾·拉魯索 Daniel LaRusso   | 雷夫·馬奇歐   | 电影《小子难缠》系列的主角，1966年12月18日出生，宫城道道館的继承人，两度空手道大赛冠军，拉鲁索車行老闆。今日的丹尼尔不仅事业有成也家庭美满，沿着对宫城先生车子的喜爱，便自己创立了车行。丹尼尔一直对当年霸凌自己的强尼保持着偏见，见到眼镜蛇道馆再度开张，便不惜一切的制止，也决定招生传授宫城空手道。第一季時收留羅比成為其師父，也幫助羅比在全谷盃拿下亞軍，但在第三季時好心讓羅比自首卻得到羅比的不諒解並退出宫城道。第三季時因第二季末校園大戰的負面影響而引發車行的合併危機，前往日本東京處理合約問題，並順路來到曾在《小子难缠2》去過的沖繩散心，也重新見到了Kumiko和Chozen Toguchi，後來從Toguchi身上學到了宮城派的密招，最後也靠著曾在小時候救過她一命的Yuna的幫助下解決了公司合併危機並回到山谷，季末與強尼合作一起為下屆山谷盃訓練並正面迎戰克里斯的眼鏡蛇道館。 |
| 阿曼达·拉鲁索 Amanda LaRusso   | 考特尼·亨格勒 | 丹尼爾的妻子。原本因校園大戰不贊成丹尼爾重新開設道館，但後來看到克里斯的理念與狡猾的伎倆，甚至還被先發制人申請保護令而不能靠近克里斯，轉為支持丹尼爾與宮城道的理念。 |
| 萨曼莎·拉鲁索 Samantha LaRusso | 瑪莉・莫瑟    | 丹尼尔的长女，也是宫城道道館的继承人。先後曾與凱勒、米格爾和羅比交往，第一季曾與凱勒那些惡霸混在一起，但後來發現他們的真面目而拒絕往來，卻也遭到他們的霸凌，所幸米格爾挺身相救，並開始約會，但在季末理念不合而分手，第二季末親了米格爾而讓朵利爆發校園大戰，並被朵利刮傷後產生創傷恐慌退出空手道，在第三季與米格爾複合，引發羅比的不諒解。第三季末在父親的開導下在拉魯索家大戰中再次對戰朵利成功突破心魔，但兩人的恩怨也到不可收拾的地步，並回歸空手道準備山谷盃。 |
| 狄米崔 Demetri                 | 吉亞尼·德森佐 | 米格尔和老鷹的好友，起初對空手道無感，但後來為了能自我防衛不被霸凌而加入了宫城道。 |

### 鷹牙空手（Eagle Fang Karate）
| 角色                                        | 演員           | 介紹 |
| 强尼·劳伦斯 Johnny Lawrence                 | 威廉·澤布卡    | 1966年8月20日出生，曾是两度空手道大赛冠军，却在1984年决赛中败给丹尼尔·拉鲁索之后，生活便每况愈下。由于痛恨继父，在母亲过世后就失去了富家子的地位。不仅离了婚，也和儿子羅比失去联系。有一夜偶遇被围攻的少年米格尔便再度展示空手道将他们击退。米格尔对强尼的空手道非常钦佩并恳求强尼收他为徒。强尼也就因此决定重开眼镜蛇道馆招生。第一季時幫助米格爾成為山谷盃冠軍，但同時也思考著如何在狠角色與不骯髒中取得平衡。第二季末因校園大戰愛徒米格爾重傷癱瘓昏迷不醒，兒子羅比逃亡而心灰意冷，道館也遭到師父克里斯的全盤接手。第三季時重新來過，先與丹尼爾合作找到羅比，之後也幫忙支付米格爾的手術費，並幫助他成功重新站起來，最後設立新的道館-鷹牙空手，象徵將在宮城道與眼鏡蛇兩派之中找到自已的價值與理念-當狠角色也可以手下留情，季末也重新遇見初戀艾兒並與米格爾的媽媽Carmen重新約會，最後和丹尼爾合作一起為下屆山谷盃訓練並正面迎戰前師父克里斯的眼鏡蛇道館。 |
| 米格尔·迪亚兹 Miguel Diaz                   | 索洛·馬里達那  | 原是個剛搬到山谷區的魯蛇，一夜在便利商店遇到惡霸凱勒並被围殴，得到强尼相救后便决意拜他为师学空手道，成为强尼第一位弟子兼愛徒。先後曾與薩曼莎和朵利交往，第一季挺身相救薩曼莎而開始約會，但在季末因理念不合分手，第二季末親了薩曼莎而讓朵利爆發校園大戰，在第三季與薩曼莎複合，引發朵利的不諒解又引發了季末的拉魯索家大戰。第一季時擊敗羅比成為該年山谷盃冠軍，但也越來越不手下留情。第二季末校園大戰中領悟到了師父強尼的建議，對羅比手下留情，卻被憤怒的羅比踢下樓而癱瘓。第三季中在手術和強尼的幫助下重新站起來，也跟隨了師父加入了鷹牙空手，但由於剛從癱瘓中重新站起來，整體狀況還在恢復中，季末在拉魯索家大戰與凱勒的對戰中正式恢復受傷前的實力，並計畫衛冕全谷盃冠軍好再次證明自己。 |
| 伊萊·“老鹰”·莫斯科维兹 Eli "Hawk" Moskowitz | 雅各・布貝特朗 | 米格尔和狄米崔的好友，月亮前男友。因为有兔唇而一直遭受霸凌，后来加入眼镜蛇道馆，也给崭新重获自信的自己取名为“老鹰”，但也卻變得越來越不手下留情去對付別人。第三季最後不再認同克里斯的觀念而轉投鷹牙空手並與米格爾和狄米崔和好。 |

### 眼鏡蛇道館（Cobra Kai）
| 角色                     | 演員        | 介紹 |
| 约翰·克里斯 John Kreese  | 馬汀・高夫  | 眼镜蛇道馆创始人，强尼的师父，越戰老兵。强尼痛恨他当年对自己的残酷对待，但一见到克雷斯现在无家可归，便软下心，一同开办道馆。第二季末成功從強尼手上奪回眼鏡蛇道館。第三季開始回顧克里斯在越戰的經歷，解釋了眼鏡蛇道館的起源以及克里斯的理念，季末慫恿朵利引發拉魯索家大戰，並成功吸收羅比加入，同時還連絡了越戰隊友泰利·席維斯來準備即將到來的全谷盃，並期待與宮城道和鷹牙道館來場復仇大戰。 |
| 羅比·基恩 Robby Keene    | 坦納·布坎南 | 强尼失联已久的儿子，原为不良少年，但遇到丹尼尔赏识收他为徒后，便引入宮城道。曾與薩曼莎交往，但後來因薩曼莎親了米格爾而憤怒的在校園大戰中將米格爾踢下樓而跟薩曼莎分手。第一季末被米格爾擊敗成為該年山谷盃季軍。第二季末在校園大戰中將米格爾踢下樓而開始逃亡，之後被丹尼爾找到但也為了羅比的未來而通知了警察被迫自首，因此不諒解丹尼爾的作法退出宮城道並進入少年監護所，另一方面認為父親強尼一直關心著受傷的米格爾而忽略他導致兩人關係越來越差，進入監護所不斷遭到霸凌，此時已經身心俱疲的羅比遇到克里斯的主動會面，並開始灌輸他先發制人的觀念，出獄後看到薩曼莎與米格爾複合，加上與朵利有著類似的狀況與心境，最後在前師父丹尼爾與父親強尼面前加入了克里斯的眼鏡蛇道館，走上當年父親的相同道路，帶著憤怒準備在全谷盃中復仇。 |
| 朵利·尼可斯 Tory Nichols | 珮頓·利斯特 | 第二季中加入眼鏡蛇道館，曾學過有氧拳擊，實力堅強而被克里斯看上。曾與米格爾交往，但後來因薩曼莎親了米格爾引發校園大戰而與米格爾分手。第二季末在校園大戰中刮傷薩曼莎的手臂而讓她受到創傷，兩人的恩怨也到不可收拾的地步，但也因為米格爾癱瘓而讓自已非常自責。第三季中因為校園大戰用利器傷人而被退學需開始準備同等學歷考試，加上家裡經濟困難同時打兩份工而暫時退出眼鏡蛇道館，後來因為師父克里斯的幫助下重新加入眼鏡蛇道館，並在季末克里斯的慫恿下爆發拉魯索家大戰，最後在薩曼莎、米格爾、老鹰和狄米崔面前誓言將會回來復仇。 |

## 集數

### 影集概覽
| 季數 | 集数 | 集数 | 上線日期       | 上線日期       | 电视网          |
| ---- | ---- | ---- | -------------- | -------------- | --------------- |
| 1    | 10   | 10   | 2018年5月2日   | 2018年5月2日   | YouTube Red     |
| 2    | 10   | 10   | 2019年4月24日  | 2019年4月24日  | YouTube Premium |
| 3    | 10   | 10   | 2021年1月1日   | 2021年1月1日   | Netflix         |
| 4    | 10   | 10   | 2021年12月31日 | 2021年12月31日 | Netflix         |
| 5    | 10   | 10   | 2022年9月9日   | 2022年9月9日   | Netflix         |
| 6    | 15   | 5    | 2024年7月18日  | 2024年7月18日  | Netflix         |
| 6    | 15   | 5    | 2024年11月15日 | 2024年11月15日 | Netflix         |
| 6    | 15   | 5    | 2025年2月13日  | 2025年2月13日  | Netflix         |

### 第1季（2018年）
| 總集數 | 集數 （季） | 標題                                | 導演                        | 編劇 | 上線日期     |
| ------ | ----------- | ----------------------------------- | --------------------------- | --- | ------------ |
| 1      | 1           | 墮落王牌 Ace Degenerate             | 強·赫維兹 & 海登·施拉茲伯格 | 喬許·賀爾德、強·赫維兹 和海登·施拉茲伯格 | 2018年5月2日 |
| 2      | 2           | 先發制人 Strike First               | 強·赫維茲和海登·施拉茲伯格  | 喬許·賀爾德、強·赫維兹 和海登·施拉茲伯格 | 2018年5月2日 |
| 3      | 3           | 骷髏 Esqueleto                      | 珍妮佛·塞洛塔               | 喬許·賀爾德、強·赫維兹 和海登·施拉茲伯格 | 2018年5月2日 |
| 4      | 4           | 眼鏡蛇道館不死 Cobra Kai Never Dies | 珍妮佛·塞洛塔               | 故事構思 ：傑森·貝爾維爾（Jason Belleville） 劇本創作 ：喬許·賀爾德、強·赫維兹 和海登·施拉茲伯格                                                 | 2018年5月2日 |
| 5      | 5           | 抗衡 Counterbalance                 | 喬許·賀爾德                 | 喬許·賀爾德、強·赫維兹 和海登·施拉茲伯格 | 2018年5月2日 |
| 6      | 6           | 群蛇 Quiver                         | 喬許·賀爾德                 | 故事構思 ：喬·皮亞魯利、盧安·托馬斯 劇本創作 ：喬許·賀爾德、強·赫維兹、 海登·施拉茲伯格、喬·皮亞魯利（Joe Piarulli）和盧安·托馬斯（Luan Thomas） | 2018年5月2日 |
| 7      | 7           | 全谷盃 All Valley                   | 史蒂夫·平克                 | 故事構思 ：史黛西·哈曼 劇本創作 ：喬許·賀爾德、強·赫維兹、 海登·施拉茲伯格和史黛西·哈曼（Stacey Harman）                                         | 2018年5月2日 |
| 8      | 8           | 蛻變 Molting                        | 史蒂夫·平克                 | 故事構思 ：邁克爾·喬納森·史密斯 劇本創作 ：喬許·賀爾德、強·赫維兹、 海登·施拉茲伯格和邁克爾·喬納森·史密斯（Michael Jonathan Smith）              | 2018年5月2日 |
| 9      | 9           | 異中有同 Different but Same         | 強·赫維茲和海登·施拉茲伯格  | 故事構思 ：傑森·貝爾維爾 劇本創作 ：喬許·賀爾德、強·赫維兹、 海登·施拉茲伯格和傑森·貝爾維爾                                                      | 2018年5月2日 |
| 10     | 10          | 留情（上） Mercy                    | 強·赫維茲和海登·施拉茲伯格  | 喬許·賀爾德、強·赫維兹和 海登·施拉茲伯格 | 2018年5月2日 |

### 第2季（2019年）
| 總集數 | 集數 （季） | 標題                         | 導演                       | 編劇 | 上線日期      |
| ------ | ----------- | ---------------------------- | -------------------------- | --- | ------------- |
| 11     | 1           | 留情（下） Mercy Part II     | 強·赫維茲和海登·施拉茲伯格 | 喬許·賀爾德、強·赫維兹和 海登·施拉茲伯格                                                                                          | 2019年4月24日 |
| 12     | 2           | 再著黑衣 Back in Black       | 強·赫維茲和海登·施拉茲伯格 | 喬許·賀爾德、強·赫維兹和 海登·施拉茲伯格                                                                                          | 2019年4月24日 |
| 13     | 3           | 冰與火 Fire and Ice          | 邁克爾·格羅斯曼            | 故事構思 ：史黛西·哈曼 劇本創作 ：喬許·賀爾德、強·赫維兹、 海登·施拉茲伯格和史黛西·哈曼                                           | 2019年4月24日 |
| 14     | 4           | 關鍵時刻 The Moment of Truth | 邁克爾·格羅斯曼            | 故事構思 ：凱文·麥克馬納斯和馬修·麥克馬納斯 劇本創作 ：喬許·賀爾德、強·赫維兹、 海登·施拉茲伯格、凱文·麥克馬納斯和馬修·麥克馬納斯 | 2019年4月24日 |
| 15     | 5           | 豁出去 All In                | 喬許·賀爾德                | 喬許·賀爾德、強·赫維兹和 海登·施拉茲伯格                                                                                          | 2019年4月24日 |
| 16     | 6           | 向右 Take a Right            | 喬許·賀爾德                | 喬許·賀爾德、強·赫維兹和 海登·施拉茲伯格                                                                                          | 2019年4月24日 |
| 17     | 7           | 暫時的平靜 Lull              | 珍妮佛·塞洛塔              | 故事構思 ：凱文·麥克馬納斯和馬修·麥克馬納斯 劇本創作 ：喬許·賀爾德、強·赫維兹、 海登·施拉茲伯格、凱文·麥克馬納斯和馬修·麥克馬納斯 | 2019年4月24日 |
| 18     | 8           | 愛的榮耀 Glory of Love       | 珍妮佛·塞洛塔              | 故事構思 ：喬·皮亞魯利和盧安·托馬斯 劇本創作 ：喬許·賀爾德、強·赫維兹、 海登·施拉茲伯格、喬·皮亞魯利和盧安·托馬斯                 | 2019年4月24日 |
| 19     | 9           | 章魚 Pulpo                   | 強·赫維兹和海登·施拉茲伯格 | 故事構思 ：邁克爾·喬納森·史密斯 劇本創作 ：喬許·賀爾德、強·赫維兹、 海登·施拉茲伯格和邁克爾·喬納森·史密斯                         | 2019年4月24日 |
| 20     | 10          | 絕不留情 No Mercy            | 強·赫維兹和海登·施拉茲伯格 | 故事構思 ：喬·皮亞魯利和盧安·托馬斯 劇本創作 ：喬許·賀爾德、強·赫維兹、 海登·施拉茲伯格、喬·皮亞魯利和盧安·托馬斯                 | 2019年4月24日 |

### 第3季（2021年）
| 總集數 | 集數 （季） | 標題                                           | 導演                       | 編劇 | 上線日期     |
| ------ | ----------- | ---------------------------------------------- | -------------------------- | --- | ------------ |
| 21     | 1           | 餘波 Aftermath                                 | 強·赫維兹和海登·施拉茲伯格 | 喬許·賀爾德、強·赫維兹和 海登·施拉茲伯格                                                                          | 2021年1月1日 |
| 22     | 2           | 先天對後天 Nature Vs. Nurture                  | 強·赫維兹和海登·施拉茲伯格 | 故事構思 ：喬·皮亞魯利和盧安·托馬斯 劇本創作 ：喬許·賀爾德、強·赫維兹、 海登·施拉茲伯格、喬·皮亞魯利和盧安·托馬斯 | 2021年1月1日 |
| 23     | 3           | 該你付出代價了 Now You're Gonna Pay            | 林奧汀                     | 故事構思 ：史黛西·哈曼 劇本創作 ：喬許·賀爾德、強·赫維兹、 海登·施拉茲伯格和史黛西·哈曼                           | 2021年1月1日 |
| 24     | 4           | 正途 The Right Path                            | 林奧汀                     | 故事構思 ：邁克爾·喬納森·史密斯 劇本創作 ：喬許·賀爾德、強·赫維兹、 海登·施拉茲伯格和邁克爾·喬納森·史密斯         | 2021年1月1日 |
| 25     | 5           | 宮城道 Miyagi-Do                               | 土田史蒂芬                 | 故事構思 ：鮑伯·迪亞登（Bob Dearden） 劇本創作 ：喬許·賀爾德、強·赫維兹、 海登·施拉茲伯格和鮑伯·迪亞登            | 2021年1月1日 |
| 26     | 6           | 眼鏡王蛇 King Cobra                            | 土田史蒂芬                 | 故事構思 ：喬·皮亞魯利和盧安·托馬斯 劇本創作 ：喬許·賀爾德、強·赫維兹、 海登·施拉茲伯格、喬·皮亞魯利和盧安·托馬斯 | 2021年1月1日 |
| 27     | 7           | 障礙 Obstáculos                                | 珍妮佛·塞洛塔              | 故事構思 ：艾莉莎·佛萊特（Alyssa Forleiter） 劇本創作 ：喬許·賀爾德、強·赫維兹、 海登·施拉茲伯格和艾莉莎·佛萊特   | 2021年1月1日 |
| 28     | 8           | 好、壞與耍狠 The Good, The Bad, and the Badass | 珍妮佛·塞洛塔              | 故事構思 ：馬蒂亞·格林（Mattea Greene） 劇本創作 ：喬許·賀爾德、強·赫維兹、 海登·施拉茲伯格和馬蒂亞·格林          | 2021年1月1日 |
| 29     | 9           | 感受今夜 Feel The Night                        | 喬許·賀爾德                | 故事構思 ：邁克爾·喬納森·史密斯 劇本創作 ：喬許·賀爾德、強·赫維兹、 海登·施拉茲伯格和邁克爾·喬納森·史密斯         | 2021年1月1日 |
| 30     | 10          | 12月19日 December 19                           | 喬許·賀爾德                | 故事構思 ：鮑伯·迪亞登 劇本創作 ：喬許·賀爾德、強·赫維兹、 海登·施拉茲伯格和鮑伯·迪亞登                           | 2021年1月1日 |

### 第4季（2021年）
| 總集數 | 集數 （季） | 標題                            | 導演                            | 編劇                                     | 上線日期       |
| ------ | ----------- | ------------------------------- | ------------------------------- | ---------------------------------------- | -------------- |
| 31     | 1           | 我們開始吧 Let's Begin          | 強·赫維兹和海登·施拉茲伯格      | 喬許·賀爾德、強·赫維兹和 海登·施拉茲伯格 | 2021年12月31日 |
| 32     | 2           | 先學站 First Learn Stand        | 強·赫維兹和海登·施拉茲伯格      | 喬·皮亞魯利和盧安·托馬斯                 | 2021年12月31日 |
| 33     | 3           | 再學飛 Then Learn Fly           | 瑪麗埃爾·伍茲（Marielle Woods） | 邁克爾·喬納森·史密斯                     | 2021年12月31日 |
| 34     | 4           | 雙頭蛇 Bicephaly                | 瑪麗埃爾·伍茲                   | 史黛西·哈曼                              | 2021年12月31日 |
| 35     | 5           | 決勝點 Match Point              | 喬爾·諾凡（Joel Novoa）         | 鮑伯·迪亞登                              | 2021年12月31日 |
| 36     | 6           | 空手道吸引女孩 Kicks Get Chicks | 喬爾·諾凡                       | 馬蒂亞·格林                              | 2021年12月31日 |
| 37     | 7           | 雷區 Minefields                 | 塔妮安·麥吉爾南                 | 比爾·波斯利（Bill Posley）               | 2021年12月31日 |
| 38     | 8           | 狂歡時間 Party Time             | 塔妮安·麥吉爾南                 | 喬·皮亞魯利和盧安·托馬斯                 | 2021年12月31日 |
| 39     | 9           | 落 The Fall                     | 喬許·賀爾德                     | 邁克爾·喬納森·史密斯                     | 2021年12月31日 |
| 40     | 10          | 起 The Rise                     | 喬許·賀爾德                     | 鮑伯·迪亞登                              | 2021年12月31日 |

### 第5季（2022年）
| 總集數 | 集數 （季） | 標題                              | 導演                  | 編劇                            | 上線日期     |
| ------ | ----------- | --------------------------------- | --------------------- | ------------------------------- | ------------ |
| 41     | 1           | 離家千里 Long, Long Way from Home | 喬爾·諾凡和土田史蒂芬 | 邁克爾·喬納森·史密斯            | 2022年9月9日 |
| 42     | 2           | 臥底 Molé                         | 土田史蒂芬            | 喬·皮亞魯利和盧安·托馬斯        | 2022年9月9日 |
| 43     | 3           | 玩火 Playing with Fire            | 瑪麗埃爾·伍茲         | 馬蒂亞·格林                     | 2022年9月9日 |
| 44     | 4           | 急轉直下 Downward Spiral          | 史蒂夫·平克           | 艾雪莉·達納爾（Ashley Darnall） | 2022年9月9日 |
| 45     | 5           | 極端手段 Extreme Measures         | 珍妮佛·塞洛塔         | 鮑伯·迪亞登                     | 2022年9月9日 |
| 46     | 6           | 銜尾蛇 Ouroboros                  | 喬爾·諾凡             | 邁克爾·喬納森·史密斯            | 2022年9月9日 |
| 47     | 7           | 壞蛋 Bad Eggs                     | 喬爾·諾凡             | 喬·皮亞魯利和盧安·托馬斯        | 2022年9月9日 |
| 48     | 8           | 大賽 Taikai                       | 瑪麗埃爾·伍茲         | 艾雪莉·達納爾                   | 2022年9月9日 |
| 49     | 9           | 生存者 Survivors                  | 土田史蒂芬            | 邁克爾·喬納森·史密斯            | 2022年9月9日 |
| 50     | 10          | 蛇頭 Head of the Snake            | 喬爾·諾凡             | 鮑伯·迪亞登                     | 2022年9月9日 |

### 第6季（2024–25年）
| 第1部 |    |                                         |                                |                                              |                |
| 51    | 1  | 谷中和平 Peacetime in the Valley        | 喬爾·諾凡                      | 鮑伯·迪亞登                                  | 2024年7月18日  |
| 52    | 2  | 獎賞 The Prize                          | 喬爾·諾凡                      | 喬·皮亞魯利和盧安·托馬斯                     | 2024年7月18日  |
| 53    | 3  | 沉睡 Sleeper                            | 雷夫·馬奇歐                    | 馬蒂亞·格林                                  | 2024年7月18日  |
| 54    | 4  | 以小搏大 Underdogs                      | 舍溫·希拉蒂（Sherwin Shilati） | 克里斯·拉夫提                                | 2024年7月18日  |
| 55    | 5  | 強中之強 Best of the Best               | 舍溫·希拉蒂                    | 邁克爾·喬納森·史密斯                         | 2024年7月18日  |
| 第2部 |    |                                         |                                |                                              |                |
| 56    | 6  | 歡迎來到巴塞隆納 Benvinguts a Barcelona | 喬爾·諾凡                      | 喬·皮亞魯利和盧安·托馬斯                     | 2024年11月15日 |
| 57    | 7  | 眾犬激戰 Dog in the Fight               | 喬爾·諾凡                      | 艾雪莉·達納爾                                | 2024年11月15日 |
| 58    | 8  | 空中危機 Snakes on a Plane              | 珍妮佛·塞洛塔                  | 艾雪莉·達納爾和艾蜜莉·阿伯特（Emily Abbott） | 2024年11月15日 |
| 59    | 9  | 成王敗寇 Blood In Blood Out             | 舍溫·希拉蒂                    | 克里斯·拉夫提                                | 2024年11月15日 |
| 60    | 10 | 銀妝刀 Eunjangdo                        | 舍溫·希拉蒂                    | 鮑伯·迪亞登和歐嘉·萊克塞爾（Olga Lexell）    | 2024年11月15日 |
| 第3部 |    |                                         |                                |                                              |                |
| 61    | 11 | 浴火 Into the Fire                      | 喬·皮亞魯利                    | 喬·皮亞魯利和盧安·托馬斯                     | 2025年2月13日  |
| 62    | 12 | 忐忑 Rattled                            | 威廉·澤布卡                    | 艾雪莉·達納爾和凱爾·席維爾（Kyle Civale）    | 2025年2月13日  |
| 63    | 13 | 過往 Skeletons                          | 喬爾·諾凡                      | 克里斯·拉夫提                                | 2025年2月13日  |
| 64    | 14 | 後發 Strike Last                        | 喬許·賀爾德                    | 鮑伯·迪亞登                                  | 2025年2月13日  |
| 65    | 15 | 不再墮落 Ex-Degenerate                  | 強·赫維茲和海登·施拉茲伯格     | 喬許·賀爾德、強·赫維茲和海登·施拉茲伯格      | 2025年2月13日  |